# Rafael Motta
Rafael Huete da Motta (Natal, 15 de agosto de 1986) é um político brasileiro, filiado ao Avante (AV). É graduado em Engenharia de Produção na Universidade Federal do Rio Grande do Norte   e mestre em Administração em Pública, na Instituição Brasiliense de Direito Público (IDP).
Foi deputado federal do Rio Grande do Norte pelo Partido Socialista Brasileiro (PSB) na legislatura 2019-2023.  Rafael Motta foi eleito deputado federal pela primeira vez aos 28 anos, com mais de 176 mil votos no mandato 2015-2018. Ele é neto do ex-deputado federal Clovis Motta e filho do ex-deputado estadual do RN, Ricardo Motta (PSB). Na última eleição foi candidato a senador da república obtendo quase 400 mil votos.
Antes, nas eleições de 2012, foi eleito vereador com 9.460 votos, 1º de sua coligação e o 2º mais votado em Natal, tendo exercido ainda os cargos de Secretário adjunto de Esporte e Lazer e Subsecretário da Juventude do Governo do Estado.

## Câmara dos Deputados
Na Câmara dos Deputados, Rafael Motta é integrante titular das Comissões de Minas e Energia e suplente nas Comissões de Turismo, Educação, e Relações Exteriores e Defesa Nacional. Foi também da Comissão de Reforma Política. e foi da Comissão de Reforma Política. Rafael é o atual vice-presidente da Frente Parlamentar do Livro, da Leitura e da Biblioteca  e relator dos projetos de lei que institui o Fundo Nacional do Livro e da Leitura  e que destina mais recursos para a merenda e o transporte escolar.
É também integrante da Comissão Parlamentar de Inquérito (CPI) que apura os crimes cibernéticos no Brasil. Dentro da Comissão, Rafael Motta é subrelator da temática dos crimes contra crianças e adolescentes.
Na Câmara dos Deputados, Rafael Motta foi o único parlamentar da bancada potiguar a se posicionar contra o projeto da terceirização e contra o projeto que permite o financiamento privado de campanha.
Em dezembro de 2015, foi expulso do PROS, por criticar uso indevido de fundo partidário. Dias depois, confirmou seu ingresso no PSB.
Como deputado federal, votou a favor da admissibilidade do processo de impeachment de Dilma Rousseff. Já durante o Governo Michel Temer, votou a favor da PEC do Teto dos Gastos Públicos. Em abril de 2017 foi contrário à Reforma Trabalhista. Em agosto de 2017 votou a favor do processo em que se pedia abertura de investigação do presidente Michel Temer. O deputado votou novamente pela continuidade da denúncia contra o presidente da República.

## Projetos
Na Câmara dos Deputados, Rafael Motta apresentou o projeto de lei que proíbe a inauguração de obras inacabadas  por gestores federais, punindo aqueles que realizarem festas ou cerimônias de inauguração de espaços ou estruturas que não estejam em plenas condições de funcionar, seja pela ausência de servidores ou falta de equipamentos. Esse projeto é semelhante a um já apresentado por Rafael Motta na época em que ele foi vereador em Natal.
Rafael Motta também é autor do concurso de redação "Eu na Câmara dos Deputados", que premia o universitário autor da melhor texto com uma passagem para Brasília, para acompanhar por uma semana o trabalho do Legislativo Federal.

## Audiências públicas
Rafael Motta também realizou durante o primeiro ano de mandato uma série de audiências públicas em Natal para discutir temas em debate na Câmara dos Deputados. Entre elas, a reunião da CPI dos Crimes Cibernéticos, realizada no dia 5 de outubro de 2015, com a presença da deputada federal Mariana Carvalho (PSDB), presidente da CPI, e de delegados da Polícia Federal do Rio Grande do Norte e da Justiça Federal do RN.
Além disso, Rafael Motta promoveu também uma reunião da Comissão de Turismo da Câmara dos Deputados para discutir a interiorização da atividade turística do RN. O evento foi realizado na Assembleia Legislativa do Estado, em Natal, e contou com a presença do então ministro do turismo, Henrique Eduardo Alves, e de prefeitos de municípios potiguares.
Em Brasília, Rafael Motta promoveu um encontro com integrantes de sistema educacional do RN para discutir o projeto que cria o Fundo Nacional Pró-Leitura. Entre os presentes, a presidente do Instituto do Desenvolvimento da Educação (IDE), Cláudia Santa-Rosa.

## Câmara Municipal de Natal
Antes de ser deputado federal, Rafael Motta foi vereador em Natal em 2012. Nesse período, apresentou 28 projetos de leis  e foi eleito O Parlamentar do Ano, pelos jornalistas que cobrem a Câmara Municipal de Natal.
Entre os projetos apresentados nesse período, está o que autoriza a Prefeitura de Natal a criar a Autoescola Pública de Trânsito.

## Desempenho em Eleições
| Ano  | Eleição                         | Partido | Cargo            | Votos   | %                 | Resultado  | Ref    |
| ---- | ------------------------------- | ------- | ---------------- | ------- | ----------------- | ---------- | ------ |
| 2012 | Municipal de Natal              | PP      | Vereador         | 9.460   | 2,48%             | Eleito     | [ 6 ]  |
| 2014 | Estadual do Rio Grande do Norte | PROS    | Deputado Federal | 176.239 | 11,15%            | Eleito     | [ 28 ] |
| 2018 | Estadual do Rio Grande do Norte | PSB     | Deputado Federal | 82.791  | 5,14%             | Eleito     | [ 29 ] |
| 2022 | Estadual do Rio Grande do Norte | PSB     | Senador          | 385.275 | 22,76% (3º lugar) | Não Eleito | [ 30 ] |
| 2024 | Municipal de Natal              | Avante  | Prefeito         | 12.532  | 3,23% (4º lugar)  | Não Eleito | [ 31 ] |